# Quinta Leuro
La Quinta Leuro es una quinta ubicada en el distrito limeño de Miraflores, Perú. En 1987 fue declarada Patrimonio Cultural de la Nación mediante la resolución RM.Nº 302-87-ED.

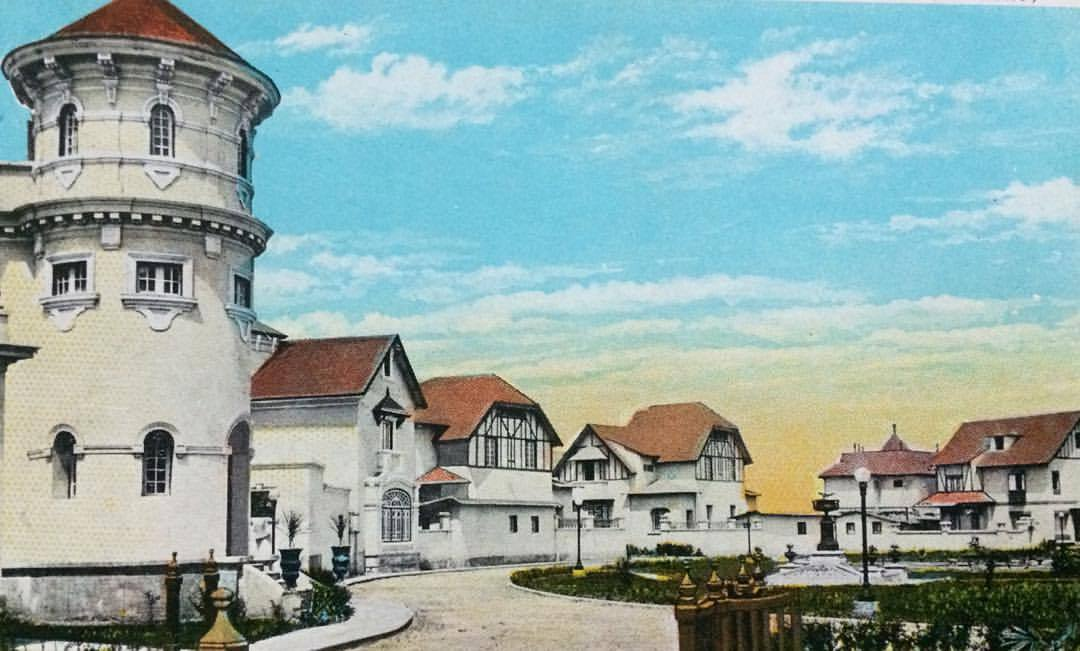
Barrio Leuro a inicios del siglo XX

La quinta, ubicada en la cuadra 8 de la Avenida 28 de Julio, fue planificada a inicios del siglo XX por el arquitecto italiano Lidio Mongilardi en los terrenos de la urbanización Leuro, antiguas chacras propiedad del burócrata Juan José Leuro y Carfanger.
El estilo arqutectónico de la quinta es ecléctico, en el que se combinan elementos neocoloniales con estructuras mediterráneas predominantes en las costas españolas, italianas y francesas.
Este espacio urbano sirvió de escenario para el cuento Tristes querellas de la vieja quinta del escritor peruano Julio Ramón Ribeyro, publicado en su libro de 1977 Silvio en El Rosedal.
.